# Pantelís Voúlgaris
Pour les articles homonymes, voir Voúlgaris.
Pantelís Voúlgaris (grec moderne : Παντελής Βούλγαρης) né le 2 octobre 1940 à Athènes est un réalisateur grec, représentant du Nouveau Cinéma grec. Il a aussi été metteur en scène de théâtre et de télévision.

## Biographie
Pantelís Voúlgaris fait ses études à l'école de cinéma Stavrakos d'Athènes.
Ses premiers films sont très influencés par le néoréalisme italien.
En 1968, la Fondation Ford lui propose une bourse lui permettant de quitter la Grèce pour aller étudier le cinéma à l'étranger. Il préfère rester pour poursuivre la lutte, d'abord par une résistance passive, puis plus active. Il doit finalement quitter le pays fin 1973 car il était recherché par la police pour son engagement auprès des étudiants lors du soulèvement de l'École Polytechnique.

## Filmographie
- 1965 : o kleftis (Ο κλέφτης) (court-métrage de 20'), sélectionné à la Semaine du cinéma grec 1965 (Thessalonique)
- 1966 : Tzimis o Tigris (Τζίμης ο τίγρης) (court-métrage de 15')
- 1969 : Ce n'est pas que le début (court-métrage de 12')
- 1972 : Les Fiançailles d'Anna (Το προξενιό της Άννας)
- 1973 : Les Grandes Chansons d'amour (Ο μεγάλος ερωτικός)
- 1976 : Happy Day
- 1980 : Elefthérios Venizélos (1910-1927) (Ελευθέριος Βενιζέλος 1910-1927)
- 1985 : Les Années de pierre (Τα Πέτρινα Χρόνια)
- 1988 : Le Buteur numéro 9 (Η Φανέλα με το "9")
- 1991 : Jours tranquilles d'août (Ήσυχες μέρες του Αυγούστου)
- 1995 : Akropol (el) (Ακροπόλ)
- 1998 : Sur le chemin de la vie (el) (Όλα είναι δρόμος)
- 2004 : Les Mariées (Νύφες)
- 2009 : Psyhi vathia (el) (Ψυχή Βαθιά)
- 2013 : Mikra Anglia (Μικρά Αγγλία)
- 2017 : La Dernière Note (el) (Το Τελευταίο Σημείωμα)

## Récompenses
- Festival du cinéma grec 1966 (Thessalonique) :
  - sélection pour Jimmy le tigre
  - meilleur court-métrage de fiction (Jimmy le tigre)